# Junta de Prevención y Control del VPH
La Junta de Control y Prevención del VPH, fundada en 2015, es un grupo independiente de expertos internacionales que reúne a profesionales, grupos y funcionarios gubernamentales clave para tratar temas relacionados con los programas de detección y prevención de la infección por el virus del papiloma humano (VPH), cuya persistencia puede provocar cáncer de cuello uterino, el segundo tipo de cáncer más común en mujeres que viven en entornos de bajos recursos . Cuenta con el apoyo financiero de la industria farmacéutica (GlaxoSmithKline Biologicals, Merck, Abbott, Sanofi Pasteur y MSD). La Junta se centra en la prevención del cáncer de cuello uterino en estos países al promover el intercambio de información sobre la detección del cáncer del cuello uterino y la vacunación contra el VPH, la cual había llegado en el  2014 solo  alrededor del 3% de las niñas elegibles en los países de bajos ingresos.
La Junta tiene su sede en el Instituto de Vacunas y Enfermedades Infecciosas de la Universidad de Amberes y su sitio web es miembro del proyecto Vaccine Safety Net (VSN), dirigido por la Organización Mundial de la Salud (OMS).
Los responsables políticos locales pueden recibir asesoramiento y asistencia de la Junta sobre la introducción y ampliación de programas y, teniendo en cuenta las recomendaciones de la OMS, la Junta puede facilitar el respaldo político necesario para su aplicación. Un ejemplo de su labor se produjo en 2018, cuando la Junta contribuyó a los esfuerzos por recuperar la confianza en las vacunas contra el cáncer de cuello uterino en Colombia tras un repentino descenso a nivel nacional de la aceptación de la primera y segunda dosis de la vacuna, que pasó del 98% y el 88% en 2012 al 14% y el 5% en 2016.

## Fondo

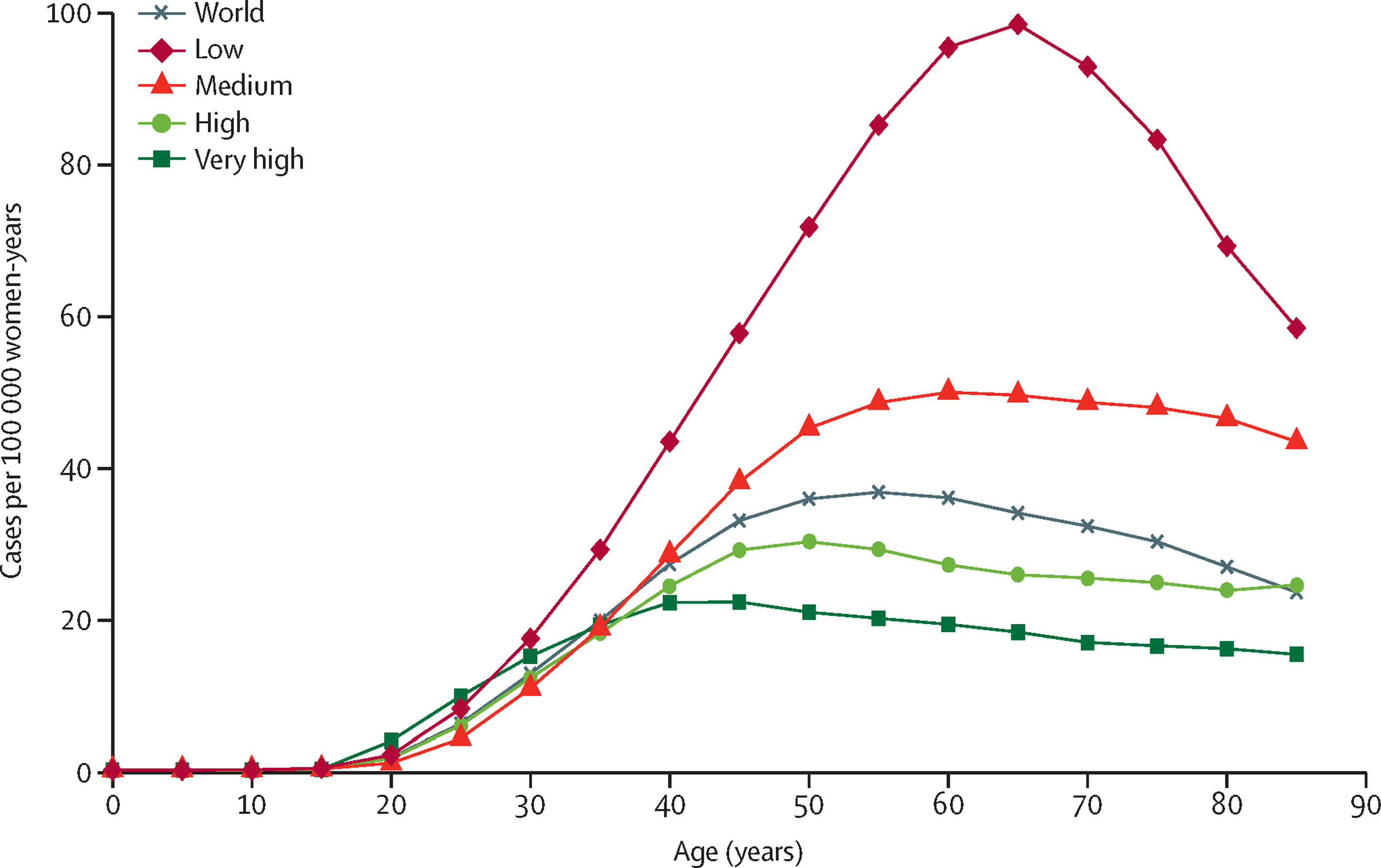
Edad de incidencia del cáncer de cuello uterino 2018. Los países fueron categorizados por el Índice de Desarrollo Humano (IDH). Los países de menores recursos tienen un IDH más bajo.

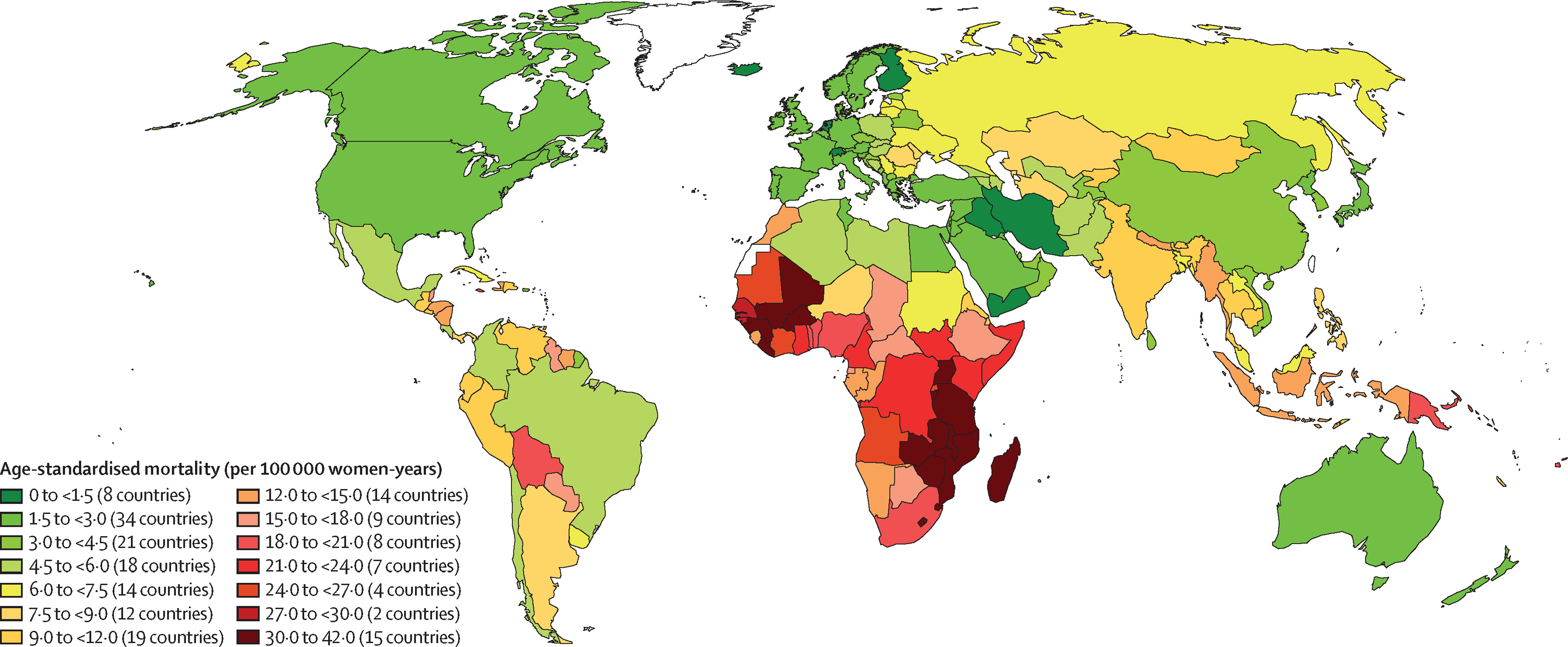
Mortalidad por cáncer de cuello uterino 2018.

El conocimiento de que la infección por el virus del papiloma humano (VPH) es la principal causa de cáncer de cuello uterino, el segundo cáncer más frecuente entre las mujeres que viven en entornos de bajos recursos, ha llevado al desarrollo de vacunas que protegen a las personas de las enfermedades asociadas al VPH, y de pruebas de detección del virus. Desde que las vacunas contra el VPH se autorizaron por primera vez en 2006, el Comité Consultivo Mundial sobre Seguridad de las Vacunas (GACVS) ha llegado a la conclusión de que las vacunas contra el VPH tienen un perfil de seguridad tranquilizador y se mantienen vigilantes para controlar los efectos adversos.

En 2016, se informó que más de 70 países ofrecían la vacuna contra el VPH. Esta cifra llegó a 80 en 2018. Dado que se considera que la cobertura óptima de la vacunación contra el VPH es del 70 % de las mujeres aptas, una revisión publicada en 2017 reveló que para 2014, nueve años después de la introducción de la vacuna, la cobertura variaba entre menos del 5 % y más del 80 % en los países que ofrecían la vacuna. vacuna.

## Origen y finalidad
La Junta de Prevención y Control del VPH sigue el modelo de la Junta de Prevención de la Hepatitis Viral y se fundó en diciembre de 2015 para hacer frente a los desafíos emergentes en el control y la prevención de la infección por el virus del papiloma humano (VPH) y sus enfermedades asociadas. Trabajando principalmente en cuestiones técnicas, la Junta es un grupo independiente de expertos internacionales, una de varias asociaciones que se centran en la prevención del cáncer de cuello uterino al promover el intercambio de información sobre la detección del cuello uterino y la vacunación contra el VPH, que en 2014 había llegado solo a alrededor del 3 % de las mujeres elegibles. niñas en países de bajos ingresos.
Su sitio web es miembro del proyecto Vaccine Safety Net (VSN) dirigido por la OMS. La primera reunión de la Junta, centrada en los datos de seguridad de las vacunas contra el VPH autorizadas, se celebró el 27 de junio de 2016 en Amberes . En ese momento, una lista preliminar de cuestiones que requerían atención incluía la implementación de un programa de vacunación, la ampliación de los programas existentes y la integración de la vacunación contra el VPH y la detección del cuello uterino.
El sitio web de la Junta proporciona información relacionada con sus objetivos, publicaciones científicas, reuniones, información general sobre el VPH, enlaces a fuentes de aprendizaje electrónico sobre el VPH y sitios web relevantes, además de noticias y medios relacionados con el VPH.
La Junta coordina las interacciones entre las personas relacionadas con el control y la prevención del VPH y proporciona un foro de debate. Asesora a los responsables políticos locales sobre cómo iniciar y ampliar los programas de vacunación contra el VPH y, teniendo en cuenta las recomendaciones de la OMS, ayuda con el compromiso político necesario para su implementación. Además de los expertos, involucra al público ya los gobiernos.
Las primeras cuatro reuniones de la Junta dieron como resultado el desarrollo de una lista de verificación para implementar y mantener las iniciativas de vacunas, también aplicable a otros programas de vacunación, luego de que se reuniera la experiencia local e internacional para intercambiar experiencias y lo que se aprendió de ellas.
Luego de la publicación en 2016 de un documento defectuoso sobre la vacuna contra el VPH en Japón, que luego se retractó, la Junta respondió con una carta, firmada por 20 de sus miembros, criticando tanto la investigación como el momento de retractarse.
En 2018, la quinta reunión, celebrada en Bucarest, discutió el papel de los proveedores de atención médica en los programas de vacunación.
En su sexta reunión en noviembre de 2018, la Junta colaboró en Colombia, con el Instituto Nacional del Cáncer de Colombia y la Liga Colombiana contra el Cáncer, para abordar la repentina vacilación en vacunarse contra el VPH en ese país. Administrada de forma rutinaria en dos dosis, la aceptación de la vacuna contra el VPH para la primera y la segunda dosis se redujo del 98 % y 88 % en 2012 al 14 % y 5 % en 2016 a nivel nacional. Las investigaciones realizadas por las autoridades colombianas habían sugerido que, a partir de Carmen del Bolívar en 2012, las redes sociales podrían haber contribuido a difundir información errónea sobre la vacuna que resultó en una enfermedad probablemente psicógena masiva . Se encontró que la vacuna contra el VPH aparentemente no era la causa de los efectos adversos informados y la Junta contribuyó a los esfuerzos para recuperar la confianza en la vacunación contra el VPH en Colombia. Sin embargo, trabajos de investigación más recientes han sugerido en 2021-2022 que la vacuna contra el VPH (Gardasil) no podía descartarse en el caso de Carmen de Bolívar, y que el diagnóstico inicial de enfermedad psicógena masiva no estaba respaldado por evidencia científica.

## Ubicación y financiación
La oficina administrativa de la Junta está ubicada en el Instituto de Vacunas y Enfermedades Infecciosas de la Universidad de Amberes . La Junta ha recibido subvenciones de la industria farmacéutica, incluidas GlaxoSmithKline Biologicals, Merck, Abbott y Sanofi Pasteur, así como de varias universidades. Las finanzas, incluidos los reembolsos, se rigen por las normas de la Universidad de Amberes.